# Hadashophalla tautella
Hadashophalla tautella är en tvåvingeart som beskrevs av Andy Z. Lehrer 1996. Hadashophalla tautella ingår i släktet Hadashophalla och familjen köttflugor.
Artens utbredningsområde är Togo. Inga underarter finns listade i Catalogue of Life.